# Louis de Crevant, duca di Humières
Louis de Crevant (Compiègne, 1628 – Versailles, 30 agosto 1694) è stato un generale francese.
Venne nominato marchese, poi duca di Humières, visconte di Brigueuil, barone di Preuilly en Tourain. Raggiunse il grado di Maresciallo di Francia nel 1668.

## Biografia

### Origini e famiglia
Louis era figlio di Luigi di Crevant, seigneur d'Argy e poi marchese di Humières (v. 1606-1648), governatore di Compiègne, e di sua moglie Isabelle Phélippeaux d'Herbault (1611-1642), figlia di Raymond Phélypeaux d'Herbault. Da questa unione nacquero nove figli, sei maschi e tre femmine. Uno dei fratelli d Louis era Raymond-Louis de Crevant che entrò in marina e raggiunse il grado di vice ammiraglio.

### La carriera militare
Prima ancora di succedere al padre come marchese di Humières, Louis venne nominato governatore di Compiègne da Luigi XIV l'11 giugno 1646 alle dimissioni del suo genitore. Il 4 settembre 1650 venne nominato maresciallo di campo.
Nel 1653 e nel 1654, prese parte a due assedi per la presa di Mouzon e Sainte-Menehould, prendendo quindi parte anche all'Attacco di Arras ed alla presa di Quesnoy nel 1655, a quella di Landrecies, di Condé, di Saint-Ghislain (1655), Hombourg, Bitche, Courtrail, la Chapelle ed alla battaglia di Cassel. Promosso al grado di tenente generale nel 1656, prese parte anche alla Battaglia delle Dune del 1658. In quello stesso anno prese parte alla conquista di Dunkerque, Bergues, Furnes e di Dixmude così come quelle di Audenarde e di Ypres, città della quale venne nominato governatore.
Nel 1667 venne promosso generale e prese parte alla presa di Tournai, Douai e Lilla. Nel 1668, col Trattato di Aix-la-Chapelle, venne nominato governatore generale delle Fiandre e si stabilì a Lilla di cui venne nominato governatore. Venne creato Maresciallo di Francia in quello stesso anno.
Nel 1672, si esiliò volontariamente per essersi rifiutato di seguire gli ordini del maresciallo di Turenne che era stato nominato capitano generale dell'esercito da Luigi XIV.
Rientrato nel 1676, venne nominato capitano delle cento guardie della casa del re, prendendo il posto del Condé e quando tempo dopo passò a Aire ed al forte di Linck. L'anno successivo, con il maresciallo di Lussemburgo, si portò a Valenciennes da dove prese parte alla battaglia di Cassel, vinta dal duca d'Orléans su Guglielmo, principe d'Orange. In quello stesso anno prese Saint-Guillain e l'anno successivo la città di Gent.
Nel 1683, nell'ambito della Guerra delle riunioni comandò l'armata delle Fiandre e prese le città di Courtrai e Dixmude, mentre l'anno successivo quella di Audenarde.
Luogotenente del re in Piccardia, col Trattato dei Pirenei venne nominato Gran Maestro dell'artiglieria di Francia da Luigi XIV nel 1685 e ricevette l'Ordine di San Michele e l'Ordine dello Spirito Santo nel 1688.
Nel 1689, venne battuto davanti a Walcourt dal principe di Waldeck, venendo richiamato da Louvois.
Luigi XIV elevò il suo feudo di Monchy-Humières in Piccardia a ducato con lettera patente dell'agosto 1690, titolo che poi passerà al marito di Julie de Crevant, sua figlia terzogenita. Il re lo nominò inoltre comandante generale di tutte le Fiandre. Comandò l'armata francese sulla Lys e, nel 1692, prese parte all'assedio di Namur.
Morì a Versailles il 30 agosto 1694.

## Matrimonio e figli
Louis nel 1653 sosò Louise Antoinette Thérèse de la Châtre, dama di compagnia della regina, figlia di Edme de la Châtre, conte di Nançay, e di sua moglie Françoise de Cugnac-Dampierre. La coppia ebbe i seguenti figli: 
- Henri-Louis de Crevant, marchese di Humières, ucciso nell'assedio di Lussemburgo del 1684;
- Louis-François-Roger, conte di Brigueuil, morto il 7 settembre 1679;
- Marie-Thérèse de Crevant, sposata il 10 febbraio del 1677 con Jean de Gand, detto Vilain, principe d'Isenghien;
- Marie-Louise, badessa di Mouchi;
- Anne-Louise-Julie de Crevant, sposata il 1º agosto 1682 con Louis-Alexandre, conte di Vassé, visconte di Mans e poi con Charles-Louis de Hautefort, marchese di Surville, tenente general delle armate del re.

## Stemma
| Image | Stemma |
| ----- | --- |
|       | Louis de Crevant Iduca di Humières, maresciallo di Francia, Gran Maestro dell'artiglieria di Francia (1685), Cavaliere dell'Ordine dello Spirito Santo (31 dicembre 1688) Inquartato: nel I e nel IV, controinquartato d'argento e d'azzurro (de Crevant); nel II e nel III, d'argento alla grata di nero (de Humières) |